# Расщеплённая эргативность
Расщеплённая эргати́вность — синтаксическое или морфологическое явление, состоящее в том, что в зависимости от определённого параметра в языке используются различные стратегии ролевой кодировки: как эргативная, так и какая-то другая (или другие). В значительном количестве эргативных языков имеется расщеплённая эргативность.

## Параметры, влияющие на выбор ролевой кодировки
Выбор ролевой кодировки в языках с расщеплённой эргативностью, зависит от следующих факторов:
- свойства агентивной именной группы;
- лексическая семантика глагола;
- время, вид и модальность клаузы;
- синтаксический тип клаузы.

### Свойства агентивной именной группы
Во многих языках эргативом кодируются лишь существительные, тогда как местоимения имеют аккузативную кодировку. Так обстоит дело, например, в языке вампая (миндийские языки, Австралия) и во многих других языках семьи пама-ньюнга, например, языке кугу мумин.
В примере (1) из языка кугу мумин агенс kuyu «женщина» маркируется эргативной клитикой, тогда как пациенс pama «мужчина» выражен немаркированной абсолютивной формой. В примере (2) агенс kuyu «женщина» выражен немаркированной абсолютивной (номинативной) формой, так же, как и пациенс в примере (1). В этом языке положение аргументов часто занимают местоимения (с соответствующим падежным маркированием), которые соотносятся с кореферентными и согласованными по падежу именными группами.
| thana   | kuyu-ng     | nhunha  | pama-nha            | pigo-dhan       |
| 3pl.nom | женщина-erg | 3sg.acc | мужчина.abs-3sg.acc | ударить-3pl.pst |
Женщины ударили мужчину.
| thana   | kuyu         | wa-wununa-yin       |
| 3pl.nom | женщина(nom) | спать-спать-3pl.prs |
Женщины спят.
Такой же принцип различной кодировки местоименных и именных аргументов имеется также в языке вариапано (паноанская семья, Перу).
Другие языки могут иметь различное маркирование в зависимости и от других свойств именных групп, однако, как правило, эти различия вытекают из иерархии одушевлённости.

### Семантика глагола
Некоторые исследователи рассматривают языки активного строя — то есть те, в которых различную кодировку имеют аргументы агентивных и пациентивных глаголов (бацбийский, восточный помо и др.) — как языки с расщеплённой эргативностью, хотя многие учёные считают активный строй отличным от расщеплённой эргативности явлением.
В некоторых языках семантика глагола влияет лишь на кодировку аргументов бивалентных глаголов. Так, в языке тонга глаголы «насилия» имеют маркированный эргативом пациенс и немаркированный пациенс, глаголы чувства имеют немаркированный экспериенцер, а второй аргумент в локативе или дативе, глагол «иметь» требует двух немаркированных аргументов.

### Время, вид и модальность
Некоторые языки демонстрируют различную ролевую кодировку в зависимости от времени, вида и модальности клаузы. Если речь идёт о времени, то в подавляющем большинстве случаев эргативную кодировку аргументов получают клаузы в прошедшем времени. Так, в языке бурушаски именные формы маркированы эргативом в прошедшем времени. В других временах они маркированы нейтрально. Примерно такая же дистрибуция наблюдается в языке курманджи:
Эргативная кодировка:
| min     | hon     | dit-in    |
| 1sg.erg | 2pl.abs | видел-2pl |
Я видел вас.
Аккузативная кодировка:
| ez      | we      | di-bin-im      |
| 1sg.abs | 2pl.obl | prs-видеть-1sg |
Я вижу вас.
Расщеплённая эргативность, связанная с видом, наблюдается во многих тибето-бирманских и индоарийских языках. Обычно эргативная кодировка ассоциирована с перфективом. Так, в языке хинди агенс кодируется эргативом в перфективе, абсолютивом — в имперфективе. Схожие ситуации наблюдаются, например, в баскском и в цахурском языке.
В некоторых языках императивные клаузы кодируются аккузативно, в то время как клаузы в других наклонениях маркируются эргативно. Такова ситуация в языке пяри (группа луо, нило-сахарская семья, Южный Судан).

### Синтаксический тип клаузы
В языке шокленг эргативная кодировка наблюдается во всех подчинённых клаузах, в то время как в главных клаузах кодировка зависит от аспекта.